# Scheletro idrostatico

Molti animali con un corpo cilindrico simile a un verme hanno uno scheletro idrostatico con una pelle flessibile e una cavità del corpo piena d'acqua (celoma o pseudoceloma). Si muovono per peristalsi, utilizzando muscoli circolari e longitudinali contrapposti, che agiscono sullo scheletro idrostatico per modificare la forma del corpo.

Uno scheletro idrostatico, o idroscheletro, è uno scheletro flessibile sostenuto dalla pressione dei fluidi.

## Descrizione
Gli scheletri idrostatici sono comuni tra gli organismi invertebrati semplici. Gli organismi più evoluti possono essere considerati idrostatici, ma a volte vengono definiti tali per la presenza di un organo idrostatico anziché di uno scheletro idrostatico. Un organo idrostatico e uno scheletro idrostatico possono avere le stesse capacità, ma non sono la stessa cosa. Gli organi idrostatici sono più comuni negli organismi avanzati, mentre gli scheletri idrostatici sono più comuni negli organismi primitivi. Come suggerisce il nome, che contiene il significato di "acqua", essere idrostatici significa che lo scheletro o l'organo è pieno di fluidi.
Come struttura scheletrica, possiede la capacità di influenzare la forma e il movimento e coinvolge due unità meccaniche: gli strati muscolari e la parete del corpo. Gli strati muscolari sono longitudinali e circolari e fanno parte del celoma pieno di fluidi. Le contrazioni dei muscoli circolari allungano il corpo dell'organismo, mentre quelle dei muscoli longitudinali lo accorciano. Il fluido all'interno dell'organismo è concentrato in modo uniforme, quindi le forze dei muscoli sono distribuite in tutto l'organismo e i cambiamenti di forma possono persistere. Questi fattori strutturali persistono anche in un organo idrostatico.
Una struttura di scheletro idrostatico non elicoidale è la base funzionale del pene dei mammiferi. Una struttura di scheletro idrostatico rinforzato elicoidalmente è tipica delle strutture flessibili come negli animali a corpo molle.

## Struttura
Gli scheletri idrostatici sono tipicamente disposti in un cilindro e possono essere controllati da diversi tipi di muscoli. La lunghezza può essere regolata da fibre muscolari longitudinali parallele all'asse longitudinale. Le fibre muscolari possono essere presenti in fogli continui o in fasci isolati e il diametro può essere manipolato da tre diversi tipi di muscoli: circolare, radiale e trasversale. La muscolatura circolare avvolge la circonferenza del cilindro, la muscolatura radiale si estende dal centro del cilindro verso la superficie e la muscolatura trasversale si dispone in fogli paralleli e perpendicolari che attraversano il diametro del cilindro.
All'interno del cilindro si trova un fluido, spesso acqua. Il fluido è resistente alle variazioni di volume. La contrazione dei muscoli circolari, radiali o trasversali aumenta la pressione all'interno del cilindro e determina un aumento della lunghezza. La contrazione dei muscoli longitudinali può accorciare il cilindro.
Il cambiamento di forma è limitato dalle fibre del tessuto connettivo. Le fibre connettive, spesso collagene, sono disposte in forma elicoidale all'interno della parete dello scheletro idrostatico. La forma elicoidale formata da queste fibre consente l'allungamento e l'accorciamento dello scheletro, pur rimanendo rigida per evitare la torsione. Al variare della forma del cilindro, cambierà il passo dell'elica. L'angolo rispetto all'asse lungo diminuisce durante l'allungamento e aumenta durante l'accorciamento.